# Ufa (flod)
|  | Denne artikel omhandler floden Ufa. For byen af samme navn, se Ufa (by) |
Ufa (russisk: Уфа, basjkirsk: Ҡариҙел) er en flod i Ural i Rusland. Den er 918 km lang og har et afvandingsområde på 53.100 km².
Floden har sine kilder centralt i Uralbjergene. Derfra løber den gennem Tjeljabinsk oblast, Sverdlovsk oblast og republikken Basjkortostan og udmunder i floden Belaja ved republikhovedstaden Ufa. Floden fryser til i november og bliver under isen til april–maj. 
Omkring 100 km ovenfor sammenløbet med Belaja ligger vandkraftværket Pavlovskaja med et reservoir, som strækker sig omkring 100 km videre opover floden. Floden er meget brugt til vandforsyning. De vigtigste havne ved floden er Krasnoufimsk og Ufa (ved flodmundingen).